# Марусино (Гомельская область)
Мару́сино (бел. Мару́сіна) — посёлок в Рогачёвском районе Гомельской области Беларуси. В составе Запольского сельсовета.
На юге граничит с лесом.

## География

### Расположение
В 10 км на юго-запад от районного центра и железнодорожной станции Рогачёв (на линии Могилёв — Жлобин), 131 км от Гомеля.

## Транспортная сеть
Транспортные связи по просёлочной, затем автомобильной дороге Бобруйск — Гомель. Планировка состоит из короткой прямолинейной меридиональной улицы, застроенной деревянными усадьбами.

## История
Основана в начале XX века. В 1909 году фольварк, 160 десятин земли, в Луковской волости Рогачёвского уезда Могилёвской губернии. Наиболее активная застройка велась в 1920-е годы. В 1932 году жители вступили в колхоз. Во время Великой Отечественной войны в 1944 году оккупанты сожгли посёлок и убили 2 жителей. 26 жителей погибли на фронте. Согласно переписи 1959 года в составе колхоза имени С. М. Кирова (центр — деревня Заполье).

## Население

### Численность
- 2004 год — 6 хозяйств, 7 жителей.

### Динамика
- 1909 год — 1 хозяйство, 9 жителей.
- 1925 год — 13 дворов.
- 1940 год — 53 жителя.
- 1959 год — 88 жителей (согласно переписи).
- 2004 год — 6 хозяйств, 7 жителей.

## Достопримечательность
- Памятный знак участковому инспектору милиции Вячеславу Степанову, который погиб при исполнении своих служебных обязанностей. Открыт 15 марта 2017 года в лесном массиве вблизи посёлка Марусино, на том месте, где 4 сентября 1984 года погиб при исполнении своих служебных обязанностей младший лейтенант милиции В. Степанов.